# Charlotte Manderström
Virginia Charlotta "Charlotte" Manderström, född Duvall 18 mars 1748, död 29 december 1816 i Stockholm, var en svensk hovdam. Hon beskrivs av samtiden som drottning Sofia Magdalenas favorit.

## Biografi
Virginia Charlotta Manderström var dotter till Carl Erik Duwall och dennes kusindotter Virginia Lucretia Duwall. Hon var liksom Maria Aurora Uggla hovfröken hos Sofia Magdalena före sitt giftermål. Manderström och Uggla beskrivs som de enda nära vänner Sofia Magdalena hade i Sverige. Tillsammans med Uggla och Caroline Lewenhaupt spelade hon ofta huvudrollen i divertissementen och amatörteaterföreställningarna som var populära vid det gustavianska hovet.
Charlotte Manderström gifte sig på Ekolsunds slott 1773 med hovmarskalk friherre Christopher Manderström, och förlorade då sin tjänst som hovfröken. Enligt Louise Meijerfeldt, som samma år skrev till Brita Horn från Ekebyholm, "säger hon sig vara rätt logerad, att hon just rätt kunde slå sig lös, om någon funnes, som ville begagna sig av tillfället. Hon är tröstlös över att behöva gå miste om en chans, som kanske inte på länge skall återkomma, dess hellre som hennes man ämnar skicka henne till landet, där den sköna damen blir tvungn att stanna, medan han själv återvänder till Stockholm."    
Charlotte Manderström lyckades dock undvika att bli isolerad från hovet trots att hon inte fick någon formell hovtjänst, och fortsatte delta i hovlivet och bevara sin relation till drottningen.
Hedvig Elisabet Charlotta nämner 1779 att Manderström ska ha hållit Sofia Magdalena informerad om allt som försiggick inom hovet och i Stockholm, men bedömer inte att hon var fullt lika nära vän som Uggla. Sofia Magdalena beskrivs annars som ytterst restriktiv i sitt privata umgänge, även om hon i viss mån ska ha uppskattat Claes Ekeblad, Fredrika Eleonora von Düben, Fredrik Sparre och Gjörwell. Manderström nämns ofta som Sofia Magdalenas sällskap under perioder då hon isolerade sig från societeten, så som under Gustav III:s italienska resa 1783–1784, då drottningen enligt både Hedvig Elisabet Charlotta och Axel von Fersen d.ä. ska ha tillbringat sin fritid helt ensam och endast umgåtts med "sin favorit", Manderström. Att hon tillhörde den närmaste kretsen illustreras av att hon som enda privat vän deltog i kungaparets privata julmiddag 1789, där förutom kungaparet, deras son, kronprinsens guvernör och Manderström deltog.
Manderström uppfattades som inflytelserik över drottningen, och hon liksom Munck ombads av kungen att agera medlare i konflikten 1786, där drottningen vägrade att delta i representationen. Hon liksom Uggla fortsatte att regelbundet umgås med Sofia Magdalena under dennas tid som änkedrottning och ska ha varit hennes enda gäster vid sidan av Caroline Lewenhaupt och Hedvig Eva De la Gardie. Manderström och Uggla var också närvarande vid Sofia Magdalenas dödsbädd 1813.